# Arvind Krishna
Arvind Krishna (Dehradun, 1962) è un dirigente d'azienda indiano con cittadinanza statunitense dall'aprile 2020 amministratore delegato di IBM. Nel gennaio 2021 ha assunto anche la carica di presidente.
Nel 2018 ha guidato la più grossa acquisizione di un'azienda software, quella di Red Hat, per un valore complessivo di 34 miliardi di dollari.

## Biografia
Krishna è nato nel distretto di Godavari Occidentale, Andhra Pradesh, India. Suo padre, il maggiore generale Vinod Krishna, era un ufficiale dell'esercito indiano e sua madre, Aarathi Krishna, lavorava per il benessere delle vedove dei militari.
Ha completato gli studi alla St Joseph's Academy, Dehradun, e alla Stanes Anglo Indian Higher Secondary School, Coonoor, Tamil Nadu, prima di ottenere la laurea in ingegneria elettrica presso l'Indian Institute of Technology di Kanpur nel 1985. Successivamente si è recato negli Stati Uniti per ottenere un dottorato di ricerca in ingegneria elettrica presso l'Università dell'Illinois a Urbana-Champaign nel 1990. Ha ricevuto prestigiosi premi di ex alunni sia dall'IIT, da Kanpur che dall'Università dell'Illinois.
Krishna è entrato a far parte di IBM nel 1990, al Thomas J. Watson Research Centerdi IBM, e nel 2015 è stato promosso vicepresidente senior di IBM Research. In seguito divenne vicepresidente senior della divisione cloud e software cognitivo di IBM. È stato co-autore di più di una dozzina di brevetti, è stato redattore di riviste IEEE e ACM e ha pubblicato ampiamente su riviste tecniche. Ha anche guidato la costruzione e l'espansione di nuovi mercati per IBM in intelligenza artificiale, cloud, calcolo quantistico e blockchain. È stato una forza trainante dietro l'acquisizione da 34 miliardi di dollari di Red Hat da parte di IBM, che si è chiusa nel luglio 2019.
È stato nominato CEO di IBM nel gennaio 2020, a partire dal 6 aprile 2020, succedendo a Ginni Rometty, che era stato CEO dal 2012. È entrato a far parte di Satya Nadella, Shantanu Narayene Sundar Pichai come CEO indiano di una grande azienda tecnologica degli Stati Uniti. 
Il primo giorno in cui si è insediato al quartier generale di IBM, ad Armonk, Arvind ha detto: "Quest'anno raggiungeremo una nuova normalità" definendo IBM come il partner tecnologico del XXI secolo. In seguito all'elezione del presidente Joe Biden, Arvind ha inviato una lettera all'amministrazione Biden per congratularsi e offrirsi a nome della azienda IBM come partner tecnologico.